# Palais Landau (Prinz-Eugen-Straße)

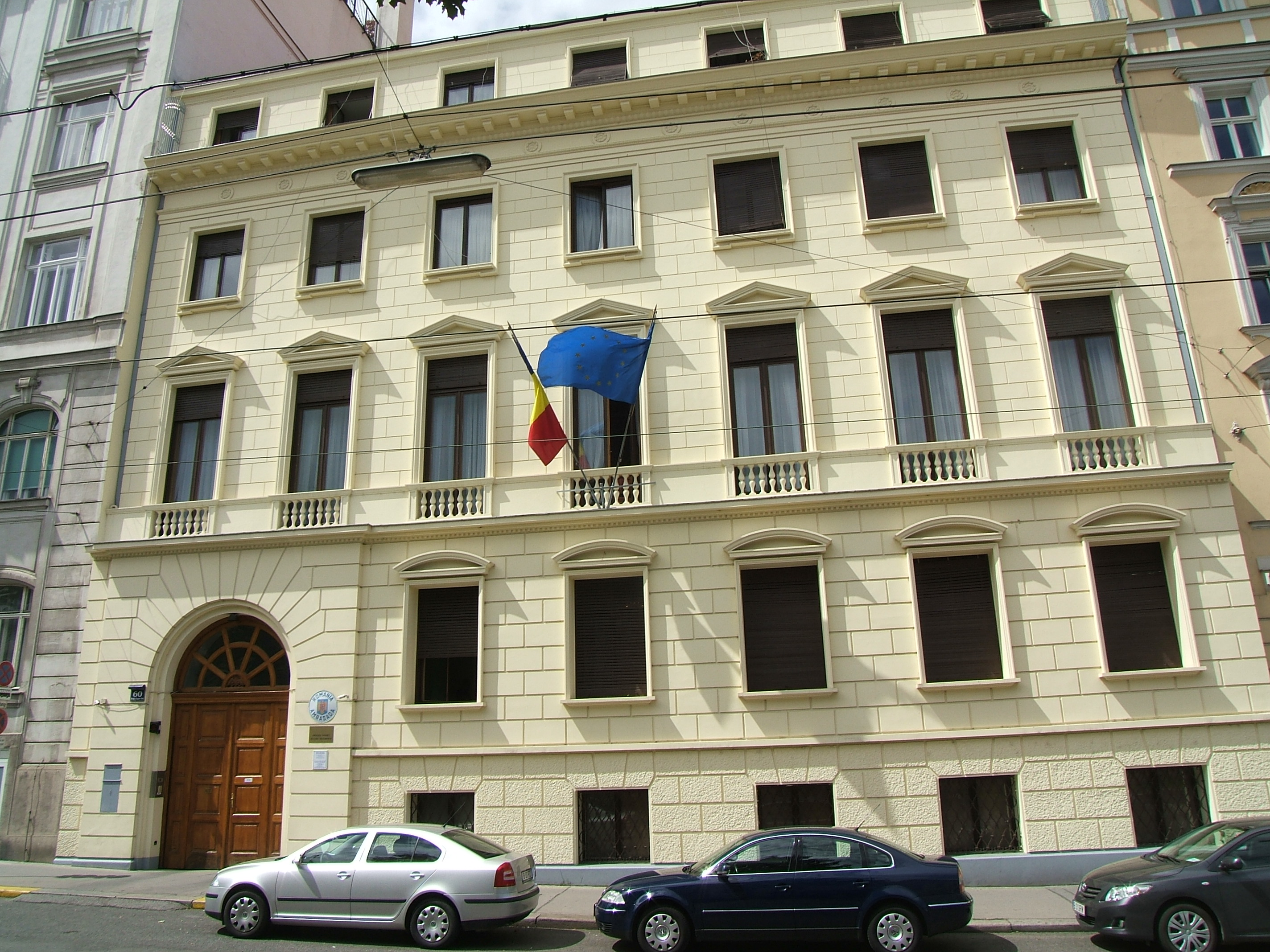
Palais Landau

Das Palais Landau ist ein Stadtpalais im 4. Wiener Gemeindebezirk Wieden, Prinz-Eugen-Straße 60.

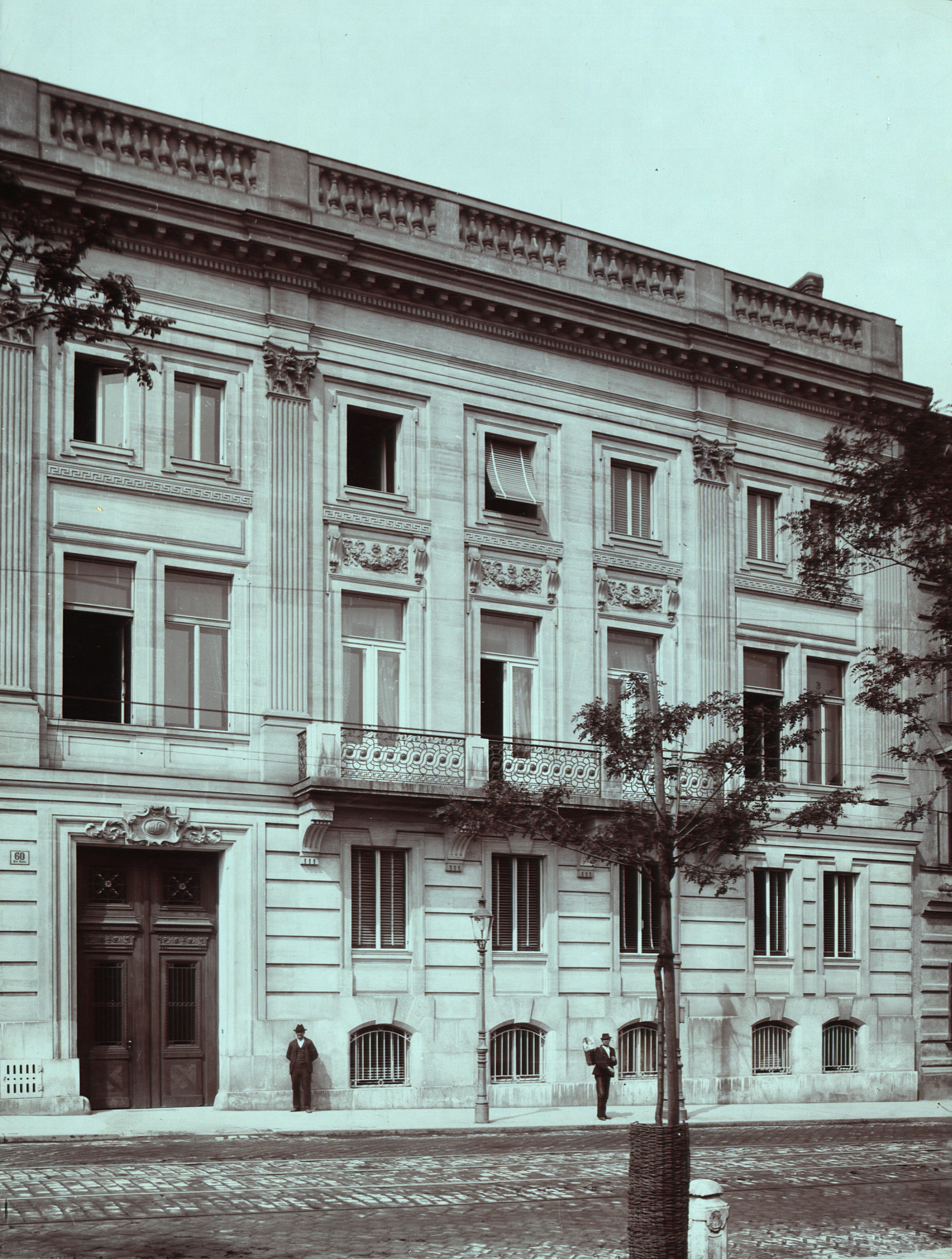
Das Palais Landau in der damaligen Heugasse 60 um 1900 (Foto: August Stauda)

## Geschichte
Das Palais Landau wurde in den Jahren 1899–1901 vom Architekten Karl König für den Industriellen und Chemiker Dr. Max Landau (1862, Łódź–1925, Wien) im Stil der Wiener Neorenaissance erbaut. Karl König war ein Schüler von Heinrich Ferstel. Ausführender Baumeister war Oskar Laske sen. (1841/42–1911). Im Jahr 1916 veräußerte Landau, der unter anderem  ein Mitbegründer der Ersten bosnischen Mineralölprodukten und Chemikalien-Fabrik (später Danica AG) in Bosnisch Brod war und als Direktionsrat sowie Vorstandsmitglied der mit der Danica AG personell eng verbundenen Ersten bosnischen Ammoniaksodafabriks AG wirkte, das unmittelbar neben dem Schloss Belvedere gelegene Palais an Gustav und Anna Pollak. Ab 1928 war hier die Königliche Rumänische Legation eingemietet, 1936 verkauften die Erben von Gustav Pollak das Palais an den Rumänischen Staat. Das repräsentative Gebäude wurde im Zweiten Weltkrieg beschädigt und 1950 in erheblich veränderter Weise wieder aufgebaut. So wurde der straßenseitige Balkon entfernt, die klassische Fassade vereinfacht und das vergrößerte Portal mit einem Rundbogen versehen. Zudem wurde das Gebäude um eine Etage erhöht. Auch heute noch ist das Palais Landau Sitz der Rumänischen Botschaft in Wien.

## Beschreibung
Eine einheitliche Quaderung der Fassade lässt die, durch ein Kordongesims abgetrennte Sockelzone, nicht besonders hervortreten. Ein Rundbogenportal befindet sich am flachen Risalit auf der linken Seite.  Über den Souterrainfenstern läuft ein flaches Sockelgesims, über dem additiv gereihte Fenster mit Segmentgiebelverdachung liegen. Die Beletage hat hohe französische Fenster mit Steinbrüstungen und Dreiecksgiebelverdachung. Die Fenster des obersten Geschoßes und des über dem Kranzgesims nachträglich hinzugefügten Dachausbaus sind schlicht gehalten.